# Irwin Hoffman
Irwin Hoffman (ur. 26 listopada 1924 w Nowym Jorku, zm. 19 marca 2018 w Kostaryce) – amerykański dyrygent działający w obu Amerykach.

## Życiorys
Studiował w Juilliard School i w letniej szkole w Tanglewood u Siergieja Kusewickiego. W wieku 17 lat zadebiutował dyrygując Orkiestrą Filadelfijską.
W latach 1952–1964 był dyrektorem muzycznym Vancouver Symphony Orchestra, Następnie na sześć sezonów związał się z Chicagowską Orkiestrą Symfoniczną, obejmując stanowiska: asystenta dyrygenta (1964/1965), drugiego dyrygenta (1965–1968), p.o. dyrektora muzycznego (1968/1969) i dyrygenta (1969/1970).
W 1968 został pierwszym dyrektorem muzycznym i dyrygentem nowo założonej Florida Orchestra (wówczas Florida Gulf Coast Symphony); pozostał na tym stanowisku do 1987. Potem przez dwa sezony był dyrektorem artystycznym i dyrygentem Orquesta Filarmónica de Santiago w Chile (1995–1997), a następnie dyrektorem muzycznym Costa Rican National Symphony Orchestra (1987–2001) oraz w sezonie 2003/2004 dyrektorem muzycznym Orquesta Filarmónica de Bogotá w Kolumbii.
Był dyrygentem gościnnym wielu znanych orkiestr, takich jak Pittsburgh Symphony Orchestra, Dallas Symphony Orchestra, St. Louis Symphony Orchestra, Izraelska Orkiestra Filharmoniczna, BBC Symphony Orchestra, London Philharmonic Orchestra, Orchestre national de France, Orchestre philharmonique royal de Liège i in. Występował też w Polsce – z Filharmonią Poznańską i z Orkiestrą Symfoniczną Belgijskiego Radia i TV (Orchestre Symphonique De La RTBF) podczas Warszawskiej Jesieni.